# Монархизм в Грузии

Геральдическая корона царей Грузии

Монархические традиции в Грузии (груз. მეფობა) — совокупность исторического опыта грузинской государственности, связанный с периодом правления царских династий.
Важное значение для истории страны имели ранние династии царства Иберия (Фарнавазиды, Арташесиды, Аршакиды, Хосроиды) .
Династия Багратионов, правившая единым Грузинским царством и рядом государств, возникших после его распада в 1490 году, оставила после себя колоссальное историко-культурное наследие, не теряющее актуальность и в современной Грузии. 
Качества и символы, связанные с монархией Багратионов, сыграли решающую роль в становлении грузинской нации и государственном строительстве. В частности, Грузия использует монархические флаг и герб эпохи Грузинского царства.
Попытки восстановления монархии предпринимались различными грузинскими монархистскими группами на протяжении всего XX века, особенно в период Грузинской Демократической Республики.
Важной деталью в этой связи является то, что грузинская монархия не была свергнута или отклонена народом, в отличие от большинства других европейских монархий. Правление царской династии Багратионов прервалось в связи с насильственным присоединением Грузии к Российской империи в начале XIX века, поэтому значительной частью общества реставрация династии воспринимается как восстановление исторической справедливости.
Грузинская нация обрела государственную независимость от Советского Союза 9 апреля 1991 года, и прения о восстановлении монархии с тех пор фактически не прекращались. Особенно сильны стали тенденции к реставрации монархии Багратионов после начала политического кризиса в конце 2007 года.

## Багратионизм — доктрина о божественности царской династии Грузии
Род Багратионов происходил из исторической провинции Спери (Испир в современной Турции). Представители этого рода в первых веках нашей эры выдвинулись на исторической арене Закавказья (в Армении и Грузии), что повлекло за собой появление разных легенд об их происхождении. Армянский историк Себеос армянских Багратидов считает потомками эпонима армян Хайка, Мовсес Хоренаци — отпрысками знатного еврея, пленённого царём Армении Тиграном Великим.
В научной литературе вопроса высказаны предположения об их связи с древнегрузинским царским родом Фарнавазианов, древнеармянским царским родом Оронтидов.
В христианскую эпоху особенно были распространены легенды о божественном происхождении царских фамилий. В период особого возвышения Багратионов, видимо, при Ашоте I, возникла легенда об их божественном происхождении.
«Властитель, сын пророка Давида и господа помазанника наречённый ими Христос Бог да даст тебе в наследие царство своё», — обращается Григол Ханцтели к Ашоту Куропалату, подчёркивая этим, что он считает Ашота Багратиони через посредство царя, пророка Давида, божественным отпрыском. Эта созданная в грузинской действительности легенда нашла распространение среди соседей — армян, византийцев, что подтверждается трудами Ованеса Драсханакертци и Константина Порфирородного, называющих Ашота и его и наследников потомками самого бога. За последующим возвышением рода Багратиони последовала соответствующая доработка этой легенды. В XI в. создаётся специальное сочинение историка Сумбата Давитисдзе с полной легендарной генеалогией рода Багратиони, обширным идеологическим обоснованием их божественного происхождения, политического и классового господства.
Легенда о божественном происхождении фамилии Багратиони приобрела гражданские права при правлении одного из сильнейших её представителей — Ашоте I Багратиони.
XI век в истории Грузии является временем богатым весьма важными событиями. В конце X — начале XI вв. завершается длительный исторический процесс объединения грузинских земель и создания грузинского государства «Сакартвело» (Грузия).
В 80-х годах X века объединились в одно государство две крупнейшие грузинские политические единицы — царство Эгрис-Апхазети и Картлийское эрисмтаварство (вся Западная Грузия и центральная часть Грузии, от р. Арагви до начала Боржомского ущелья) и большая часть Картвельского царства (Юго-Западная Грузия). В начале XI века к нему присоединилась остальная часть Картвельского царства (без южной части Тао), а также Кахети и Эрети.
Объединение, созданное в конце X — начале XI вв., является новым этапом в истории грузинской феодальной государственности. Это объединение привело к ликвидации политической независимости ряда раннефеодальных царств и княжеств и знаменовало утверждение новой (единой) политической системы в масштабе всей Грузии. Оно означало создание феодального государства типа централизованной средневековой монархии. Процесс окончательной ликвидации независимости отдельных царств и княжеств и изменение аппарата политического управления происходят уже в рамках нового государства.
Дальнейшее развитие единого государства шло по линии централизации управления как в гражданской, так и военной сферах. Объединение, конечно, не могло привести к полной ликвидации внутренних противоречий, но если до объединения друг другу противостояли самостоятельные политические единицы, то теперь уже противоречия возникают между отдельными политическими группировками и партиями внутри единого государства.
С образованием единой феодальной монархии создаются благоприятные условия для дальнейшего социально-экономического и культурного подъёма.
Больших успехов достигает в XI веке грузинская историография. В XI веке создаются «История царей» Леонти Мровели, «История Вахтанга Горгасала» Джуаншера, «Матиане Картлиса» («Летопись Картли») анонимного автора, жизнеописания основоположников грузинской лавры на Афоне, «История и повествование о Багратионах» Сумбата Давитисдзе и др.
В этих исторических произведениях наряду с биографиями царей и описанием их государственной деятельности освещается общественная и культурная жизнь страны.
Историки откликаются на жизненно важные вопросы; в их произведениях отображается внутриклассовая и классовая борьба. Они выражают интересы определённых политических группировок.
В политической жизни XI века основными задачами были освобождение страны от иноземных захватчиков и нейтрализация государственной власти. Главное внимание историков было направлено именно на эти проблемы, чем и объясняется восхваление ими тех государственных деятелей, которые возглавляли борьбу со внешними врагами и добивались централизации государственного управления. Историки не скрывают своей ненависти к внешним врагам, а также к тем феодалам, которые вели борьбу против центральной монархии. Их произведения проникнуты глубоким патриотическим чувством.
Грузинские историки XI века были широкообразованными мыслителями, их труды выполнены на высоком идейном уровне. Они пытались осмыслить события с точки зрения их причинности и последовательности, стремились обосновать те или иные явления, доказать достоверность описываемых событий. При составлении трудов они пользовались как сочинениями своих предшественников, так и документальными данными, сведениями иностранных авторов, памятниками материальной культуры, в ряде случаев они осуществляли и внешнюю критику источников.
Вместе с тем грузинские историки XI века являлись типичными представителями своей эпохи и поэтому им не чужды провиденциализм и дуализм — характерные черты исторического мышления средних веков.
Таким образом, несмотря на широкое образование, правильное понимание и оценку многих конкретных исторических явлений, грузинские историки XI века всецело находились под влиянием господствующей средневековой идеологии.

### Сумбат Давитисдзе и его историческое сочинение
Историческое сочинение грузинского автора XI века Сумбата, о царском роде Багратиони, не дошло до нас в виде самостоятельного произведения. Оно включено в летописный свод «Картлис цховреба» («История Грузии»), который охватывает историю Грузии с древнейших времён до XVIII века.
Свод «Картлис цховреба», впервые, видимо, составленный в XI (по мнению некоторых авторов, в VIII в.), затем дополнялся и редактировался.
Поскольку «Картлис цховреба» составлялась в основном с санкции центральной государственной власти, то для включения в неё отбирались те исторические сочинения, которые идеологически поддерживали и обосновывали политику и деятельность грузинских царей. Этим и объясняется то обстоятельство, что «Картлис цховреба» в целом поддерживает идею единства грузинского государства, идею борьбы против иноземных захватчиков, выдвигает на передний план тех государственных деятелей, которые боролись за усиление грузинского государства, за централизацию власти. Этим объясняется как ярко выраженный патриотический характер, так и явная феодальная направленность «Картлис цховреба».
Первый цикл «Картлис цховреба» (так называемая «Древняя Картлис цховреба») был доведён до XIV века. После XIV века, в силу создавшегося общего тяжёлого положения в Грузии, свод не пополнялся. Лишь в начале XVIII века царь Вахтанг VI (1703—1724) обратил на это должное внимание и составил специальную комиссию «учёных мужей» (во главе с историком Бери Эгнаташвили), которой поручил восполнить этот пробел.
Комиссия составила историю Грузии XIV—XVII веков, которая вошла в цикл «Новой Картлис цховреба».
Но работа над «Картлис цховреба» на этом не закончилась. Комиссия под руководством Вахтанга VI отредактировала весь сборник. Редакционная работа проявилась как во внесении ряда поправок, так и в некоторых дополнениях и изменениях. В частности, весьма существенные изменения внесла комиссия в сочинение Сумбата (об этом ниже).
На сегодняшний день в распоряжении науки имеется несколько рукописей довахтанговской редакции (список царицы Анны (XV в.), список царицы Мариам (XVII вв.), список 1967 г., список Мачабели 1736 года и др.) и несколько рукописей послевахтанговского периода. В древней части «Картлис цховреба» представлено 10 исторических сочинений:
- 1. «История царей» (с древнейших времён до V в.) Леонти Мровели.
- 2. «История Вахтанга Горгасала» (V—VIII вв.) Джуаншера.
- 3. «Мученичество Арчила» (VIII в.) Леонти Мровели.
- 4. «Матиане Картлиса» (VIII—XI вв.) анонимного автора.
- 5. «История царя царей Давида» анонимного автора.
- 6. «История и повествование о Багратионах» (с древнейших времён до XI в.) Сумбата Давитисдзе.
- 7. «Летопись времён Лаша Гиорги» (2-я пол. XII в. — нач. XIII в.) анонимного автора.
- 8. «История и восхваление венценосцев» (так называемого первого историка царицы Тамары).
- 9. «История царицы Тамары» Басили Эзосмодзгвари (так называемый второй историк царицы Тамары).
- 10. «Хроника» эпохи монгольского владычества анонимного историка.

Но не все эти произведения включены во все наличные списки «Картлис цховреба». Например: «История и повествование о Багратионах» Сумбата имеется в списке Мариам, в копии «Мцхетского» списка (1697 г.) и в списке Мачабели. Сочинение включено в «Картлис цховреба» вслед за историей царя Давида IV Строителя. «История царя царей Давида» заканчивается смертью Давида IV в 1125 году. В списке Анны за историей царя Давида следует так называемая «Летопись времён Лаша Гиорги», сочинение, которое начинается временем царствования Деметре I (1125—1156), сына Давида IV Строителя. В список Мариам после истории Давида Строителя включена история рода Багратиони. Это первый случай, когда в своде «Картлис цховреба» нарушается хронологическая последовательность. Возможно, для исправления этого несоответствия, при редактировании «Картлис цховреба» комиссией Вахтанга, сочинение Сумбата не внесли как отдельное и самостоятельное сочинение, а сведения из его «Истории» выборочно, в соответствии с хронологической последовательностью, включили в соответствующие места «Древней Картлис цховреба». Этим объясняется то обстоятельство, что в списках «Картлис цховреба» послевахтанговского периода, «Истории» Сумбата как отдельного произведения нет, она почти полностью расчленена и по частям помещена в разные места.
Историческое сочинение «История и повествование о Багратонианах, царях наших грузинских, откуда явились они в эту страну, и с каких времён владеют царством грузинским», как явствует из заглавия, ставит целью выяснить происхождение и генеалогию рода Багратиони, определить время и условия получения им власти в Картли и изложить историю их царствования.
Во вступительной части «Истории» указано, что автором является Сумбат Давитис-дзе.
Ни в сочинении Сумбата и ни в других исторических источниках нет сведений о самом авторе. Предполагают, что он принадлежал к роду Багратиони и скончался в начале 30-х годов XI века.
Как было отмечено, не должно подлежать сомнению то обстоятельство, что свод «Картлис цховреба» является выразителем идеологии официальной историографии и при составлении свода отбирались произведения с ярко выраженной тенденцией поддержки политики центральной государственной власти. Включение произведения Сумбата в «Картлис цховреба» вполне оправдано, но можно предположить, что это произведение было написано по инициативе государственной власти.
В начале XI века, когда представители рода Багратиони стали царями объединённого грузинского царства и реально наметились перспективы воссоединения всех грузинских земель, для поддержки царского рода и оправдания их стремлений необходима была и идеологическая основа. Именно таким идеологическим обоснованием и оправданием возвышения рода Багратиони над другими грузинскими царскими родами, имеющими претензии на первенство, является сочинение Сумбата.
Произведение начинается с изложения генеалогии Багратионов, которая связывает происхождение рода с Клеопой, братом Иосифа, отца Иисуса Христа. Как известно, с образованием классового общества во многих странах возникали легенды о «сверхчеловеческом», «божественном» происхождении лиц, стоявших во главе государства. На определённом этапе развития «теория» о божественном происхождении рода Багратиони создаётся и в Грузии. Багратиони рано возвысились на политической арене Закавказья и вокруг рода в грузинско-армянской среде были созданы разные легенды.
Армянская историческая традиция возвышение армянской ветви рода Багратуни связывает с I в. до н. э.
Одну из древнейших, из дошедших до нас легенд о возвышении этого рода, сохранил историк VII века Себеос. Согласно данным Себеоса, Багратуни являются потомками эпонима армян Хайка. Армянская историография происхождение рода Багратуни связала также с еврейским этносом. Так Мовсес Хоренаци объявляет Багратидов потомками знатного еврейского пленника Шамбата. Грузинская историография теорию о происхождении рода Багратиони от Давида Пророка считает местной грузинской традицией. Древнейшей фиксацией этой традиции является «Житие Григола Хандзтели» Гиорги Мерчуле и произведение Константина Порфирородного «De administrando imperio». Источником Константина Порфирородного считают неизвестный грузинский письменный источник или же устную традицию.
Можно предполагать, что с легендой о происхождении Багратионов от пророка Давида была знакома и армянская историография. Древнейшая литературная фиксация данной легенды в армянской литературе должна быть сохранена в сочинении армянского историка начала X века Иоанна Драсханакертци.
В грузинской письменности самое раннее сообщение о божественном происхождении Багратионов зафиксировано в середине X века в «Житии Григола Хандзтели» Гиорги Мерчуле. Григол Хандзтели, обращаясь к Ашоту I Курапалату, называет его «государем, наречённым сыном Давида, пророка и помазанника господня». Так обращается Григол Хандзтели к Ашоту I Багратиони в 20-х годах IX века, но фиксация этого происходит в середине X века (произведение Гиорги Мерчуле написано в 950 году).
Относительно датировки времени появления теории о божественном происхождении рода Багратиони существуют разные предположения.
По мнению Маркварта, теория божественного происхождения Багратионов создалась в конце IX — начале X вв. По мнению же Корнелия Кекелидзе и Павла Ингороквы, — в начале IX века, во время правления Ашота I Багратиони. С IX веком связывает создание этой легенды и С. Джанашиа. Е. Такайшвили временем создания легенды считает вторую половину VIII века. По словам Е. Такайшвили, легенда претерпела постепенное изменение, была переработана и к XI веку приняла ту форму, в которой она представлена в историческом произведении Сумбата.
Во второй половине VIII века Восточная Грузия находилась под игом арабского владычества и грузинский народ боролся с завоевателями. Во главе этой борьбы стояли эрисмтавары Картли, за что они были подвергнуты репрессиям со стороны халифской власти. С конца VIII и начала IX века начинается постепенное изгнание завоевателей из Грузии. На грани VIII—IX веков в Грузии начинается процесс создания новых царств и княжеств, ведётся борьба за объединение страны. К этому времени относится создание Картвельского, или Тао-Кларджетского, княжества во главе с родом Багратиони.
Большого могущества достигает княжество в годы правления основателя династии. Ашот I объединил под своей властью большую часть исторической Юго-Западной Грузии, активно воевал с арабами, успешно боролся за центральную часть Грузии, — Шида Картли. От империи Ашот I Багратиони получил титул «курапалата» и претендовал даже на титул «царя».
В это время Картвельское княжество было сильнейшей политической единицей в Грузии и играло ведущую роль в борьбе за её объединение. Видимо, в это время и создаётся данная легенда.
После смерти Ашота I для княжества создаются неблагоприятные внешние и внутриполитические условия. Во второй половине IX и первой половине X века гегемонию в борьбе за объединение Грузии захватывает царство Эгрис-Апхазети. Так что, конец IX — начало X в. не является подходящим временем для создания легенд, возвеличивающих род Багратиони.
Как уже отмечалось, с начала IX века в Грузии ведётся борьба за объединение страны. Несколько крупных политических единиц соперничают друг с другом. Княжеские роды, возглавляющие эту борьбу, прибегают к различным политическим и дипломатическим манёврам. Дом Багратиони совместно с политическим возвышением старается обосновать свои легитимные права и теоретически. Ашоту Багратиони приходилось вести борьбу, как с другими грузинскими политическими единицами, так и со своими внутренними противниками.
В результате конфликта с арабами, Ашот I Багратиони обосновался в Юго-Западной Грузии, хотя Шавшет-Кларджети исторически является доменом рода Багратиони, но в данной ситуации Ашот оказался всё же человеком, пришедшим извне. Против него ведут борьбу арабы; нет у него солидной опоры и внутри страны, а из внешних сил его поддерживает Византия. В таких условиях вполне понятно, что Ашоту I приходится преодолевать сильные препятствия для утверждения и упрочения своей власти.
Ашот I должен был создать себе крупную вотчину, и он создаёт её. Часть земель Ашот I Багратиони покупает, часть захватывает, присваивает незаселённые земли, пустоши, приобретает крестьян. Всё это — создание вотчины, приобретение и подчинение сидящих на этих землях крестьян, — происходит за счёт местного населения, что вызывает рост социальных протестов, обострение борьбы в обществе.
Таким образом, в то время когда Ашот I Багратиони соперничает с другими грузинскими царями и князьями за первенство в борьбе за объединение Грузии, ему приходится преодолевать большие препятствия и внутри страны для укрепления своего положения. В этой сложной ситуации Ашот I Багратиони должен был обосновать свои преимущества перед другими грузинскими владетелями, а также своё право господствовать над местным населением. Всего этого он добивается в основном силой, но при этом большое значение имело идеологическое обоснование прав рода Багратиони на верховную власть.
Для определения времени создания легенды о происхождении рода Багратиони немаловажное значение имеет тот факт, что армянский историк VII века Себеос предком Багратуни называет Хайка. К этому времени армянские Багратуни уже получили основание связывать своё происхождение с эпонимом армян. В начале X века Иоанн Драсханакертци о предках Багратуни пишет: «Говорят что он был потомком Давида». Видимо, Драсханакертци имел письменное или устное основание для данного заявления. Сообщение Драсханакертци о том, что Багратуни являлись «венцевозлагателями», подтверждается и более древними армянскими сведениями.
Как уже отмечалось, Багратиони рано выдвинулись на политической арене Закавказья. В грузинской историографии существует предположение о происхождении Багратиони от древнегрузинского царского рода Парнавазидов.
По мнению Константина Туманова, Багратиони являются потомками древнеармянского царского рода Ервандидов.
Грузинская историческая традиция, в частности Сумбат, возвышение рода на политической арене Грузии датирует VI веком.
Таким образом, политическое возвышение Багратионов вызвало создание легенд вокруг их происхождения. Древнеармянская историческая традиция их объявляет потомками Хаикидов, древнегрузинская — Парнавазидов. Та же армянская традиция считает их потомками знатного пленного еврея Шамбата, а более поздняя армянская и грузинская историческая традиции их происхождение связывают с царём-пророком Давидом. Драсханакертци является звеном, связывающим две традиции о происхождении от Шамбата и Давида.
Таким образом, в грузинской и армянской действительности существовали разные версии о происхождении рода Багратиони. Самая претенциозная из существующих версий связывает происхождение рода с божественным началом. Подходящим временем для создания данной версии, видимо, был "период правления Ашота I курапалата. Если учесть сообщение Драсханакертци, можно предположить, что данная версия легенды была выработана в общей грузинско-армянской среде.
В конце VIII — начале IX вв., в условиях напряжённой борьбы с арабами усиливаются и возвышаются как грузинские Багратиони, так и армянские Багратуни. В данный период обе ветви преследуют общую цель: изгнание арабов. В этих условиях происходит образование Картвельского (Тао-Кларджетского) княжества грузинских Багратиони и Ширакского княжества армянских Багратуни. Начинается новый этап истории рода и создаётся новая версия легенды о его происхождении, версия, которая лучше обосновывает право первенства данного рода в Закавказье. Как уже отмечалось, след звена, связывающего старую и новую версии легенды, сохранён у Драсханакертци. Если легенда о божественном происхождении рода была бы создана только в грузинской среде и о собственно грузинской ветви, то сомнительно чтоб Драсханакертци перенёс её на армянских Багратуни. В конце IX — начале X вв. интересы грузинских Багратионов и армянских Багратуни находились в остром противоречии. Историк рода Багратуни, именно в это время создавший своё произведение, восхвалявшее деятельность Багратуни с целью их возвеличивания приводит легенду об их происхождении от Давида. Он вряд ли обратился бы к этой легенде, если бы данная версия не имела распространения и в армянской среде. Поэтому у этого соображения Драсханакертци должна была быть основа и в армянской традиции.
Дальнейшая обработка легенды происходит уж на собственно грузинской почве. Ситуация, созданная в Армении последующего времени, не давала повода для дальнейшей идеализации Багратуни. Особенное значение приобретает эта легенда после того, как Багратиони становятся царями объединённого грузинского государства. Именно в связи с этим и создаётся специальное историческое сочинение Сумбата, в котором изложена история рода и дана его генеалогия.
Для составления своего исторического сочинения Сумбат пользуется разными историческими источниками.
Источником для вводной части «Истории» Сумбата является грузинский перевод Библии. Генеалогию Багратионов от Адама до царя Давида Сумбат приводит по «Евангелию» от Луки (3,32 — 38), а от царя Давида до мужа богородицы Марии — по Матфею (1,1 — 16), с той лишь разницей, что в отличие от «Евангелия» он вводит в повествование брата мужа Марии Клеопу. Источником же относительно Клеопы, брата Иосифа, для Сумбата является «Церковная история» Евсевия Кесарийского. Затем уже идёт линия потомков Клеопы. Один из потомков Клеопы Соломон имел семерых сыновей. Эти семь сыновей Соломона отправились из Палестины и прибыли в Армению, в Акилисену, расположенную в верховьях реки Евфрат, к неизвестной в истории царице Ракаэл, которая их крестила. Трое из братьев остались в Армении. Одного из этих братьев звали Багратом, и он явился родоначальником армянских Багратидов. Четверо прибыли в Картли, из них одного избрали эриставом Картли и его потомками являются Багратиони Картли.
Одним из основных источников «Истории» Сумбата является хроника «Обращения Картли». Как отмечает Е. Такайшвили, этой хроникой пользуется Сумбат начиная от Гуарама (VI век) курапалата до Ашота I курапалата.
Существует предположение, что одним из источников «Истории» Сумбата может быть «Матиане Картлиса», сочинение анонимного историка XI века. Но думаем, что более обосновано предположение, которое считает, что не «Матиане Картлиса» является источником для «Истории» Сумбата, а, наоборот, автор «Матиане Картлиса» пользовался произведением Сумбата.
В распоряжении Сумбата Давитисдзе, видимо, была фамильная хроника рода Багратиони, которой он пользовался при составлении той части своего произведения, в которой передана история владетелей Тао-Кларджети.
Как и автор анонимного сочинения «Матиане Картлиса», Сумбат тоже должен был пользоваться сведениями Кедрина-Скилицы.
Сумбат пользовался также многочисленными надписями.
Произведение Сумбата очень сжатое историческое сочинение, в котором, в основном, даны сведения биографического характера о представителях рода Багратиони (рождение, смерть, принятие титула или должности, потомство). Первый раз принцип такого краткого повествования нарушается, когда дело доходит до основателя княжества Ашота I. После Ашота I автор сравнительно пространно рассказывает уже о первых царях объединённой Грузии (Баграт III, Георгий I и Баграт IV). Сумбат сообщает также сведения о строительных мероприятиях представителей рода (например, строительство храма Джвари эриставами Картли, строительные работы Ашота I) и других деятелей (например, строительство Сиони в Тбилиси, Тбетской обители). Особое внимание уделяет автор борьбе внутри представителей рода и взаимоотношениям с Византией.
Огромным достоинством «Истории» Сумбата является обилие хронологических данных. В средневековых грузинских исторических источниках вообще мало указаний на даты описываемых событий, но наш автор в этом отношении является заметным исключением.
Правда, в первой части «Истории» Сумбата прямых хронологических данных нет. Первая дата дана в связи со смертью Ашота I курапалата, затем сведения о сыновьях Ашота даются без дат, а со времени внука Ашота I, Ашота II (сконч. в 867 году), почти о всех его преемниках даны основные хронологические указания. Видимо, фамильная хроника, которой пользовался Сумбат и которая изобиловала хронологическими данными о жизни представителей рода, начиналась с основателя княжества Ашота I.
Первая дата (дата смерти Ашота I) дана по двум хронологическим системам — от сотворения мира и грузинскому короникону, затем, без исключения, все даты даны по грузинскому короникону, который основан на 5604-годичной эре от сотворения мира и 532-летнем цикле. События, датируемые автором, имеют место в XIII цикле, то есть с 780 года.
Как уже отмечалось, стиль изложения Сумбата весьма сжатый. Он кратко, в (нескольких славах сообщает о жизни, деятельности и смерти представителей владетельного дома, указывает лишь некоторые важные, с его точки зрения, факты. Основная цель автора — дать полную, непрерывную генеалогию Багратионов, выполнена безукоризненно. Начало владычества Багратионов в Картли, указанное Сумбатом (середина VI века), подтверждается данными ряда других историков. Источниковедческое изучение «Истории» Сумбата и сопоставление сведений Сумбата с данными других грузинских историков, с эпиграфическими данными, сведениями армянских, арабских, византийских и других исторических источников, даёт основание считать произведение Сумбата весьма ценным историческим сочинением и указывает на достоверность основных сообщений историка. Хотя указанное обстоятельство не исключает явно выраженной тенденциозности Сумбата.
Сумбат, как уже отмечалось, очень скупо и сжато излагает исторические события, но совместно с общей целенаправленностью он весьма тщательно подбирает факты для внесения их в свою «Историю». Согласно концепции Сумбата, жизнь в Шавшети и Кларджети возобновляется с обоснованием там Ашота Багратиони. Историк следующими словами характеризует положение в крае непосредственно перед прибытием Ашота Багратиони: "Хеви Шавшетский, за исключением несколько селений, тогда не был заселён, ибо опустошился во времена владычества персов, когда глухой из Багдада сокрушил все крепости и прошёл по Шавшети и через Гадони. А вслед за этим повальный понос истребил (население) Шавшети, Кларджети и лишь немногие из жителей остались в некоторых местах. Сомневаться в весьма тяжёлом положении этой части Грузии в результате вторжения арабов и эпидемий не приходится. Приблизительно такую же картину рисует и другой источник — «Житие Григола Хандзтели» Гиорги Мерчуле, указывая на малочисленность населения и опустошение края. Но если Мерчуле восстановление жизни в этом крае в основном считает заслугой Григола Хандзтели и монастырской колонизации, то Сумбат на первый план выставляет заслуги Ашота I Багратиони. Следует предполагать, что при описании состояния края оба автора немного преувеличивают, а восстановление шло как в результате деятельности Ашота курапалата, так и вследствие монастырской колонизации и деятельности Григола Хандзтели.
В «Истории» Сумбата почти нет обобщающих теоретических положений, но в подборе фактов и нескольких скупых фразах явно ощущается его точка зрения. Он не скрывает своего отрицательного отношения к тем феодалам, деятельность которых направлена против политики централизации и усиления государства. Описывая время господства в Картли азнауров Сумбат пишет: «Но когда лишились царства потомки Горгасала, с тех времён до них, господствовали в Картли азнауры, а конец власти азнауров Картли пришёл по причине их злых деяний». Отношение Сумбата к вельможной знати явно чувствуется и в других случаях.
Как и все грузинские средневековые историки, Сумбат находится во власти провиденциализма. Рассказывая о событиях, связанных с возвращением царевича Баграта (будущего Баграта IV, царя Грузии) и намерениях императора Константина VIII, Сумбат пишет: «О великая и удивительная милость божья! Как спасся праведный от рук вражеских, желавших захватить его». Победу малочисленного грузинского войска над сравнительно превосходящими силами врага автор объясняет милостью и помощью бога и святых апостолов, а по случаю смерти императора Константина VIII пишет: «Настиг гнев молниеносно безрассудного царя Константина, наподобие неверного Юлиана, за немилость к царю нашему Баграту, за опустошение страны его».

## Российская империя и февральская революция 1917 года
Российская империя, нарушив Георгиевский трактат 1783 года, присоединила к своим владениям грузинские царства Багратионов, Картли-Кахетинское и Имеретинское 18 января 1801 года и 20 февраля 1810 года соответственно. Члены царской династии возглавили серии восстаний против русского господства, но все они окончились неудачей. Русская администрация при сочетании военного умиротворения и дипломатического убеждения до некоторой степени получила лояльность местной элиты. Багратионы временно смирились с потерей независимости.
Самодержавие под предлогом «обеспечения спокойствия и безопасности грузинского народа» сочло необходимым и возможным упразднить (аннексировать) Картли-Кахетинское царство и установить новое (русское) правление взамен старого (грузинского). Тем самым был нарушен договор 1783 года. Это было крупное поражение грузинских политиков-прогресситов, поскольку им не удалось сохранить самоуправление грузинского народа хотя бы в форме автономии.
Вскоре после восстания декабристов в 1825 году грузинские монархисты, обосновавшиеся в Санкт-Петербурге и Москве, подстрекаемые внуками первого царя Картли-Кахети Ираклия II, князьями Окропиром и Димитрием, пытались убедить грузинских студентов, которые учились в двух русских городах, что Грузия должна быть независимой с царской династией Багратионов во главе. Окропир посетил Тифлис в 1829 году и установил связи с тайными обществами с целью восстановления грузинской монархии. Вдохновлённые Французской революцией 1830 года и польским восстанием 1830—1831 годов, заговорщики были едины в своих антироссийских настроениях, но были разделены в программных установках и методах их осуществлений, хотя большинство предпочитали восстановление царской династии Багратионов на грузинском престоле. Планируемый переворот был раскрыт в 1832 году по доносу одного из участников и все заговорщики были арестованы. Заговор 1832 года, невзирая на слабость и конечный провал, был прогрессивным общественным явлением. С этого времени грузинское национально-освободительное движение первой трети XIX века становится сознательным и организованным.
Лояльность большей части грузинского дворянства российскому императору была достигнута в период либеральной политики императорского наместника князя Михаила Семёновича Воронцова (1844—1854), но оно стало исчезать в 1860-е годы. Тем не менее, несмотря на продолжившиеся с 60-х годов попытки грузинских патриотов получить независимость, Грузия обрела её лишь после Первой мировой войны (26 мая 1918 года).
Во время Первой мировой войны грузинские эмигранты под руководством князя Мачабели создали Национальный комитет в Берлине, который выступал за восстановление монархии в Грузии под немецким протекторатом. Влиятельным лоббистом данной идеи выступал генерал Отто фон Лоссов, который предлагал поставить на грузинский престол немецкого принца Иоахима Франца. Однако после февральской революции 1917 года была провозглашена Грузинская Демократическая Республика. С мая 1918 года по февраль 1921 года на грузинской политической сцене господствовали социал-демократы во главе с Ноем Жорданией. Грузинское дворянство, в том числе и потомки бывшей царской династии, оказали свою поддержку молодой республике. Современные западные наблюдатели отмечают: «Как и во Франции, грузинское дворянство имеет социальное, а не политическое значение. Люди настроены в демократическом духе, нет ни малейшего шанса на возрождение монархии в Грузии, и дворянский титул вряд ли будут иметь больший политический вес, чем индивидуальные заслуги человека».

## Грузинские монархисты в период СССР
Грузинская Демократическая Республика пала под натиском советской армии в 1921 году. Последующие политические репрессии, особенно после неудачного восстания в августе 1924 года, вынудили многих представителей царской династии Багратионов эмигрировать из Советского Союза, а некоторые из них погибли во время большевистских чисток.
Один из эмигрантов, князь Ираклий из дома Мухрани (боковой ветви династии Багратионов) (1909—1977), пытался заручиться поддержкой европейских держав в деле восстановления грузинской монархии. Ещё в 1942 году в Риме на съезде представителей грузинских эмигрантских организаций князь Ираклий Георгиевич Багратион-Мухранский был признан старшим в доме Багратионов. В связи с этим он безоговорочно был объявлен Главой Грузинского царского дома и единственным законным претендентом на престол единой Грузии. Ряд организаций также объявили его царём Грузии в изгнании. Когда князь Ираклий умер в Испании в 1977 году, принц Георгий стал первым в очереди в царском доме Грузии и был признан таковым, несмотря на притязания из других ветвей династии. Законные права этого дома на престол неоднократно подвергалась сомнению. В настоящее время данную линию представляет Нугзар Петрович Багратион-Грузинский (род. 1950), глава Кахетинской ветви Багратионов (с 1984 года), прямой потомок по мужской линии последнего царя Картли-Кахети Георгия XII. В феврале 2009 года две ветви Багратионов были объединены посредством брака князя Давида Георгиевича с дочерью наследного принца светлейшего князя и царевича Нугзара, Анной.

## Монархическая идея в период крушения СССР и восстановления независимости
В условиях крушения СССР, когда Грузия двигалась к независимости, идея восстановления монархии не имела массовой поддержки среди населения, также не было реальных претендентов на престол. Различные грузинские политические группы пытались договориться о возвращении в страну Георгия (Хорхе) Ираклиевича Багратион-Мухранского, главы Царского дома Грузии, и даже отправили делегацию в Мадрид, чтобы убедить принца Георгия вернуться в Грузию. Некоторые политические активисты, особенно связанные с Национально-демократической партией, высказывали предположение о том, что монархия в Грузии прервёт любые попытки Москвы удержать Грузию в составе СССР.
Во время президентства Эдуарда Шеварднадзе (1992—2003) никакого серьёзного внимания монархической идее уделено не было, хотя несколько мелких политических партий, в том числе и Союз грузинских традиционалистов во главе с бывшим председателем парламента Акакием Асатиани, продолжали выступать за конституционную монархию как форму государственного устройства Грузии.
«Вариант конституционной монархии в Грузии обсуждался ещё в 1992 году, когда я вернулся из Москвы в Тбилиси», — рассказал газете «Время новостей» бывший президент Грузии Эдуард Шеварднадзе. До этого эту тему серьёзно рассматривал президент Звиад Гамсахурдия.

## Правительственный кризис 2007 года
Выступления оппозиции в Грузии 2007 года свидетельствовали о структурном кризисе, поразившем государственный аппарат и правительство Михаила Саакашвили. Первые протесты, вылившиеся в массовые демонстрации, последовали в сентябре 2007 года и носили мирный характер; количество митингующих было невелико. Однако после обвинений, высказанных в прямом эфире грузинского телеканала «Имеди» бывшим министром внутренних дел Грузии Ираклием Окруашвили в адрес действующего президента, обстановка в Грузии накалилась. В частности, в речи Окруашвили говорилось о физическом уничтожении политических оппонентов Михаила Саакашвили с ведома самого президента, в пример приводилось убийство Зураба Жвании.
Следующий этап выступлений начался в ноябре 2007 года, а именно 2 ноября перед зданием парламента в Тбилиси собрались, по различным оценкам, от 50 до 100 тысяч сторонников оппозиции, с требованиями проведения досрочных парламентских выборов, изменения избирательного законодательства и освобождения всех политзаключённых страны. Когда власти отказались идти на уступки, лидеры оппозиции заявили, что их главным требованием становится отставка президента. В последующие дни количество митингующих составляло от 10 000 до 150 000 человек, позже количество демонстрантов сократилось до нескольких тысяч. Утром 7 ноября, когда у здания парламента находилось около 200 человек, их оттеснили с площади сотрудники полиции, ссылаясь на то, что участники акции мешают движению общественного транспорта, а площадь нуждается в уборке. Между митингующими и полицией завязалась потасовка, к месту событий стали стягиваться большие силы оппозиционеров, через некоторое время к площади были стянуты подразделения спецназа. Они применили против собравшихся слезоточивый газ и водомёты. В больницы Тбилиси было доставлено около 360 пострадавших с отравлениями различной степени тяжести, позже появилась информация о 600 пострадавших.

### Инициатива Патриарха всея Грузии Ильи II
Всплеск монархических настроений в Грузии получил живой отклик у представителей монархических сил России. Директор Канцелярии Главы Российского Императорского Дома Александр Николаевич Закатов, к примеру, заметил: 
«Патриарх Илья II, высказавшийся за установление конституционной монархии в Грузии, выступил как духовный отец нации, понимающий при этом, что у государства должен быть ещё один отец — царь. Это уже не первое выступление Ильи II на монархическую тему, хотя на сей раз его призыв был вызван, очевидно, обострением ситуации в Грузии вследствие политического скандала между президентом Михаилом Саакашвили и бывшим министром обороны Ираклием Окруашвили. Разумеется, в подобной ситуации всегда хочется предложить какой-то выход, напомнить о возможностях. И в таком случае следует говорить о власти, основанной на традиции, освящённой ею. Просто сильная власть, власть вне традиции ведёт к диктатуре и произволу, а либерализм — к анархии. Выход — в монархическом правлении».
Заявление предстоятеля Грузинской православной церкви прозвучало на фоне небывалых национальных волнений, которых в Грузии не наблюдалось с 2004 года, и заметно повлияло на общий политический дискурс.
«Обсуждения возможности возвращения Грузии к монархическому строю витают на политической арене последние 18 лет, — писала „The Telegraph“. Признанный глава царской династии де-юре царь Георгий XIV умер в этом году, однако его 32-летний сын Давид может быть призван на престол как Давид XIII».
Политическое кредо грузинских монархистов сводится к следующему:
«Мы никогда не признаем легитимность президентских выборов, — год от года заявляют представители Общества монархистов Грузии, — пока живы законные наследники Грузинского царского дома. Только представители царской династии Багратионов могут претендовать на право называться легитимными руководителями Грузии».
Инициатива Патриарха всея Грузии Ильи II об установлении в стране конституционной монархии, высказанная им во время воскресной проповеди в кафедральном соборе «Самеба», получила широкий резонанс в обществе и среди политиков. Эту инициативу активно поддержала как парламентская, так и непарламентская оппозиция.
Патриарх Илья II заявил: 
«Сегодня в Грузии такие условия, что мечта грузинского народа об установлении конституционной монархии может быть осуществлена, если будет на то воля Божья. Мы просим Господа, чтобы Грузия окрепла, успокоилась и объединилась, и, если это произойдёт, мы возблагодарим Его».
По его словам, сегодня идёт обсуждение того, какой должна быть Грузия, с кем она должна дружить, что должна делать.
Далее патриарх сказал: 
«Очень часто другие страны диктуют нам, что делать. Некоторые говорят, что Грузия должна быть президентской республикой, некоторые — парламентской, и тому подобное. Это должны решать не другие, это должны решать мы — грузинский народ и все люди, проживающие в Грузии».
Патриарх всея Грузии отметил, что грузинский народ с момента прекращения правления Багратионов в начале XIX века не прекращал мечтать о восстановлении власти этой «древнейшей и благословенной династии». Он также подчеркнул, что ''если народ Грузии выберет эту модель управления, то претендент на престол должен быть выбран из числа представителей царской династии и надлежащим образом воспитан с детства''. Тогда же, согласно опросу, проведённому еженедельником «Квирис палитра» («Палитра недели»), среди 402 респондентов 45 % граждан Грузии поддержали переход страны на модель конституционной монархии, 29,6 % высказались против этого и ещё 25,4 % затруднились с ответом.
Инициатива Ильи II показывает, насколько осложнилась политическая ситуация в Грузии в конце 2007 года. Обычно священнослужители воздерживаются от публичного выражения своих политических взглядов, а тем более от призывов к изменению государственного строя.
За тенденциями восстановления власти царской династии Багратионов в Грузии внимательно наблюдали российские монархические круги. В одном из интервью председатель Российского общественного монархического движения Кирилл Кириллович Немирович-Данченко прокомментировал грузинские события: 
«Обращение грузин к идее восстановления монархии является очень важным шагом в становлении современного грузинского самосознания и серьёзным решением на путях поиска наиболее адекватной государственности формы правления. Крайне показательно, что при поиске выхода из той тупиковой ситуации, в которой сейчас находится Грузия, когда необходимы, во-первых, поиски механизмов стабилизации нынешней Грузии, и во-вторых, гарантии её от подобных потрясений в будущем, грузины обратились именно к монархии.
Это решение грузинского общества ещё раз показывает, что институт монархии остаётся актуальной и равноправной альтернативой на современном политическом поле.

Независимо от того, примет ли сейчас народ Грузии (дадут ли ему принять) однозначное решение в этом вопросе, столь острая актуализация монархической идеи должна стать примером для российских монархистов, ещё одним аргументом для сомневающихся и серьёзным поводом задуматься тем, кто отрицает благотворную роль монархии для будущего развития России».

### Дебаты в обществе о восстановлении монархии
Идея восстановления монархии всегда вызывала неоднозначный резонанс в Грузии. С одной стороны, монархия считается символом грузинского единства и независимости, а с другой стороны, она восходит к далёкому прошлому с разрывом в монархической традиции в более чем 200 лет. Таким образом, согласно одному опросу, проведённому в 1998 году, на вопрос о предпочтительной форме правления для Грузии только 16,3% из 828 респондентов заявили, что хорошей или очень хорошей формой правления для Грузии будет конституционная монархия.
Идею восстановления власти царской династии Багратионов в виде конституционной монархии поддержали все ведущие оппозиционные партии Грузии, а также многие общественные деятели и экспертное сообщество. Основным лозунгом оппозиции стало — «Грузия без президента», с постепенным переходом на парламентскую форму республики, последующим упразднением республиканской системы и установлением конституционной монархии. При этом идея не нашла поддержки властей.
Глава оппозиционной «Консервативной партии Грузии» Звиад Дзидзигури заявил: 
«Лозунг объединённой оппозиции "Грузия без президента" означает, что страна должна быть конституционной монархией. Я полностью разделяю и мнение Патриарха всея Грузии Ильи II о том, что воспитывать наследника престола в грузинском духе должен сам Патриарх».
Глава оппозиционной «Партии народа» Коба Давиташвили заявил: 
«Я поддерживаю инициативу Патриарха всея Грузии Ильи II об установлении в стране конституционной монархии. В Грузии должен быть царь. Время вождей должно уйти в прошлое. Мы не индейское или африканское племя».
Представитель оппозиционной партии «Правая оппозиция» Мамука Кацитадзе заявил: 
«Вопрос установления в Грузии конституционной монархии должен быть решён путём референдума. При этом данный вопрос не станет причиной нового противостояния — между сторонниками и противниками монархии. Монархия всегда объединяет народ, и в случае её восстановления мы действительно не должны ожидать противоположных результатов».
Лидер оппозиционной партии «Новые правые» Давид Гамкрелидзе отметил:
«Учитывая события, которые имели место в период независимости Грузии, анализ международной практики и заявление Патриарха всея Грузии Ильи II,  в повестке дня Грузии появилась необходимость установления конституционной монархии. Царь станет гарантом свободного и независимого государства. В условиях конституционной монархии он будет лишь символическим главой государства, а все решения в стране будут принимать Парламент и Правительство, укомплектованные из членов парламентского большинства. Царь будет иметь только моральное влияние на власть. В то же время он будет символом грузинского народа и отражением его характера. Монарх будет покровителем каждого, несмотря на этническое происхождение. Наша партия поддерживает инициативу Патриарха и уже приняла декларацию об установлении в Грузии конституционной монархии».
Председатель оппозиционной «Лейбористской партии Грузии» Шалва Нателашвили заявил: 
«Мы поддерживаем инициативу Патриарха всея Грузии Ильи II об установлении в стране конституционной монархии. Мы благодарим Патриарха и, как его паства, поддерживаем принятое им решение. Этот государственный строй станет гарантией единства Грузии и шагом в будущее. Самыми реальными претендентами на престол являются представители царской династии Багратионов. Претендента на престол должны утвердить Патриарх всея Грузии и Священный синод Грузинской православной церкви».
Лидер оппозиционного политического движения «Мы сами» Паата Давитая отметил: 
«Установление конституционной монархии является гарантией восстановления территориальной целостности страны. Царь будет гарантом суверенитета и территориальной целостности Грузии, и на пребывание в составе Грузинского царства согласны и абхазы. Ещё до начала конфликта, осенью 1991 года, в Сухуми прошло заседание собрания представителей грузинских и абхазских княжеских родов, которые избрали председателя и рассмотрели вопросы установления в Грузии конституционной монархии и вхождения Абхазии в это монархическое государство. Что же касается того, кто должен быть царём Грузии и кто должен воспитывать наследника престола в случае восстановления монархического строя, то это должны решить Патриарх и Священный синод. Правовая база же для этого должна быть установлена Парламентом».
Лидер оппозиционной партии «Путь Грузии» Саломе Зурабишвили (бывший министр иностранных дел) заявила: 
«Я всегда была сторонницей конституционной монархии, как правильной формы правления для Грузии. Но этот вопрос необходимо решать после проведения в стране выборов. Сейчас же главное в том, чтобы вывести страну из потрясений и подготовиться к очередным президентским и парламентским выборам, а затем уже решать вопрос о том, нужен ли нам институт президента. Лично я считаю, что республика у нас не оправдывает себя и надо подумать о переходе на систему конституционной монархии».
Лидер оппозиционной партии «Свобода» Константин Гамсахурдия (сын первого президента Грузии Звиада Гамсахурдии) отметил: 
«Я крайне положительно оцениваю инициативу Патриарха о переходе на систему конституционной монархии. Царь в этом случае не означает правящего диктатора. С одной стороны, он будет гарантом грузинских традиций, а с другой — суверенитета и территориальной целостности страны».
Данная инициатива нашла поддержку и в экспертных кругах. Грузинский политолог Рамаз Климиашвили заявил:
«Установление в Грузии конституционной монархии является единственным реальным путём спасения страны. Нескончаемый кризис и тяжелейшее политическое положение, существующие в настоящее время в Грузии, свидетельствуют о том, что действующий конституционный строй Грузии неприемлем. Патриарх всея Грузии Илья II предложил грузинскому обществу и президенту замечательный выход, который должен быть поддержан всеми. По выбору претендента на престол, естественно, возникнет большой спор, но это будет происходить только до тех пор, пока претендента не назовёт сам Патриарх».
Между тем, появлению в стране царя были не особо рады представители грузинских властей. Один из лидеров парламентского большинства Гига Бокерия заявил: 
«Заявления оппозиции о том, что новое государственное устройство в форме конституционной монархии разрядит обстановку в стране, являются полным абсурдом. Невозможно за один день восстановить традицию, которой в Грузии не существует уже почти двести лет. Впрочем, в будущем я не исключаю восстановление монархии, хотя и остаюсь сторонником республики».
Гига Бокерия попытался смягчить заявление патриарха: «Патриарх не предлагает восстановить монархию прямо сейчас. Он хотел сказать, что это может произойти после того, как Грузия решит свои основные проблемы». Позднее он утверждал, что выступление оппозиции за восстановление монархии является лишь популистским шагом: «Они говорят о монархии здесь и ничего не говорят о ней за границей. Это их политика двойных стандартов». Сам патриарх Илья II не стал комментировать дальше по этой теме.
Тем временем оппозиционная партия «Новые правые», которая стояла в стороне от антиправительственных демонстраций, организованных коалицией из десяти оппозиционных партий в октябре и ноябре 2007 года, стала единственной крупной политической группой, занявшей более гибкую позицию по вопросу об установлении конституционной монархии. Они подготовили специальную декларацию, поддерживающую эту идею. «Новые правые» предлагали провести референдум по этому вопросу. Данное предложение было включено в предвыборную кампанию Давида Гамкрелидзе, кандидата в президенты от блока «Новые правые / Промышленники» на досрочных президентских выборах, состоявшихся 5 января 2008 года .
Нино Бурджанадзе заявила: 
«Патриарх для меня величайший авторитет, и все его помыслы и предложения требуют серьёзного осмысления. Высказанное им предложение рассчитано на дальнейшую перспективу, но тем не менее Парламент готов к обсуждению этого вопроса».
Один из представителей парламентского большинства вице-спикер Парламента Грузии Михаил Мачавариани заявил: 
«Лично я являюсь сторонником парламентской республики, но на данном этапе конституционные изменения считаю преждевременными. Проведение референдума по вопросу установления конституционной монархии весной 2008 года будет преждевременным. Патриарх не говорил, что переход на эту систему должен произойти прямо сейчас. Консультации и дебаты будут проводиться, но переход на эту систему пока преждевременен. Это можно будет осуществить через 7—10 лет».
Один из представителей парламентского большинства Вахтанг Балавадзе отметил: 
«Сама идея конституционной монархии в целом приемлема, однако об этом можно будет серьёзно думать только после восстановления территориальной целостности страны».
Один из представителей парламентского большинства, председатель комитета по юридическим вопросам Парламента Грузии Леван Бежашвили, заявил: 
«Восстановление монархии — это шаг назад для страны. Если кому-то не нравятся политический спектр и политические фигуры, то это не означает, что следует радикально менять государственный строй. Мы живём в XXI веке, когда наиболее оправданной формой государственного правления является республика».
Не торопились с решением этого вопроса и представители царской династии Багратионов. Один из них, почётный президент «Национального Олимпийского Комитета Грузии» Джано Багратиони, заявил: 
«На мой взгляд, Грузии ещё рано переходить на модель конституционной монархии. Конечно же, такое предложение приемлемо и очень важно. В Тбилиси проживают молодые люди из царской династии Багратионов, которые являются прямыми наследниками престола. Несмотря на это, думаю, что пока что восстанавливать монархию рано, так как к этому ещё не готовы».
Скептики говорят, что восстановление монархии технически невозможно по нескольким причинам, включая отсутствие бесспорного претендента на престол и неурегулированный вопрос о правопреемственности на грузинском троне. Кроме того, они считают, что критерии для выбора царя приведут к крупным разногласиям.
Сторонники конституционной монархии продолжают утверждать, что такая форма государственного устройства будет наилучшим образом защищать интересы граждан Грузии; царь будет «царствовать, но не править» и выступать в качестве гаранта стабильности и национального единства. Они считают, что возвращение к монархии будет торжеством «исторической справедливости», ссылаясь на то, что царская династия Багратионов никогда не свергалась и не отклонялась грузинским народом, а была отстранена от власти иностранным государством (Российской империей).